# Giuseppe Colombo (producteur)
Pour les articles homonymes, voir Giuseppe Colombo.
Giuseppe Colombo, né à Novare en 1948, est un producteur italien de cinéma et de télévision.

## Biographie
Son entrée dans le monde du cinéma se fait au début des années 1970 en tant qu'acteur. Il joue des rôles dans des films de genre sous divers pseudonymes américanisés ; un rôle important est celui qu'il tient dans la mini-série télévisée Cartesio, réalisée par Roberto Rossellini.
Il se lance ensuite dans la distribution de films et distribue, entre autres, L'Énigme de Kaspar Hauser, réalisé par Werner Herzog, Grand Prix Spécial du Jury au Festival de Cannes 1975. Dans les années 1980, il est responsable de la distribution et directeur commercial de Cannon Italia et distribue de nombreux films américains et australiens.
Il produit son premier film en 1978, Cible pour un tueur, avec Luc Merenda, entièrement tourné en Turquie et devenu par la suite un film culte pour les amateurs de poliziottesco. Dans les années 1980, il produit, entre autres, L'Apiculteur, qui fait connaître Theo Angelopoulos au grand public ; le protagoniste du film, écrit par Tonino Guerra, est Marcello Mastroianni. En 1994, il produit pour la RAI et le Consorzio televisivo europeo A che punto è la notte, une adaptation télévisée du roman du même nom de Fruttero & Lucentini, toujours avec Mastroianni et Max von Sydow, réalisée par Nanni Loy.
Sa longue collaboration avec Dario Argento, pour lequel il a réalisé Le Syndrome de Stendhal, Le Masque de cire et Le Fantôme de l'Opéra, est également significative.
Avec la série Tinto Brass presenta: Corti Circuiti Erotici, supervisée précisément par Brass (douze courts métrages répartis en quatre "volumes"), il lance douze nouveaux réalisateurs. Plus tard, toujours pour Brass, il produit Senso '45, un remake du film homonyme de Luchino Visconti, qui remporte le Ruban d'argent 2002 des meilleurs costumes.
Il est membre du jury de l'Accademia del cinema italiano, qui décerne les David di Donatello, et fondateur et partenaire majoritaire de la société de production C.I.C., Cinema International Communications.
Il est marié à l'actrice Gabriella Giorgelli.